# Masoveria de Palau
La Masoveria de Palau o simplement Palau és un masia del municipi de Sagàs (Berguedà) inclosa en l'Inventari del Patrimoni Arquitectònic de Catalunya. La casa pairal té un complet arxiu on segurament es fa referència a aquesta masoveria. L'existència d'una torre entronca els orígens de la casa a l'època medieval, quan les cases es fortificaven per necessitats defensives.
La Masoveria de Palau presenta una interessant torre d'estructura medieval paral·lela a la de la casa pairal de Palau situada enfront seu. De planta quadrada i amb una pedra força regular, principalment a les cantonades, està coberta amb doble vessant. Són interessants les finestres d'arc de mig punt a la part superior. La torre fou la base de la Masoveria, a la qual s'afegí posteriorment una ampliació.